# جذع (حفاش)

تعديل مصدري - تعديل

جذع هي إحدى قرى عزلة الذارى بمديرية حفاش التابعة لمحافظة المحويت، بلغ تعداد سكانها 133 نسمة حسب تعداد اليمن لعام 2004.